# Kostromà (Bélgorod)
|  | No s'ha de confondre amb Kostromà. |

Kostromà - Кострома (rus) - és un poble de l'óblast de Bélgorod, a Rússia. El 2010 tenia 25 habitants. Pertany al districte (raion) de Prókhorovka.